# Franciszek Siewierski
Franciszek Siewierski herbu Ogończyk (ur. w 1644 roku – zm. w 1710 roku w Krośnie) – polski duchowny katolicki, jezuita, rektor kolegium jezuickiego w Łucku i Krośnie. 

## Życiorys
Franciszek Siewierski pochodził ze szlacheckiego rodu Siewierskich herbu Ogończyk. Był synem łowczego brzesko-kujawskiego i posła na sejm Andrzeja Siewierskiego oraz bratem kanonika uniejowskiego Jana Siewierskiego i Aleksandra Siewierskiego. Siewierski był superiorem (jezuicki odpowiednik przeora) w Chojnicach, następnie prokuratorem prowincji w Krakowie. W późniejszym okresie został rektorem kolegium w Łucku oraz rektorem kolegium jezuickiego w Krośnie gdzie zmarł w 1710 roku. 